# Centro Servicios Partidor
Centro Servicios Partidor es un caserío peruano ubicado en el distrito de Las Lomas, perteneciente a la provincia y departamento de Piura, al norte del Perú. 

## Ubicación
Centro Servicios Partidor se ubica al norte de la provincia de Piura, en el distrito de Las Lomas, en el departamento de Piura.

## Demografía
En 2017 Centro Servicios Partidor tenía una población de 186 habitantes.
| Gráfica de evolución demográfica de Centro Servicios Partidor entre 1993 y 2017 |
|                                                                                 |
| Fuentes: Población 1993 (junto con El Partidor) y 2017                          |